# Tige de forage
Pour les articles homonymes, voir Tige (homonymie).

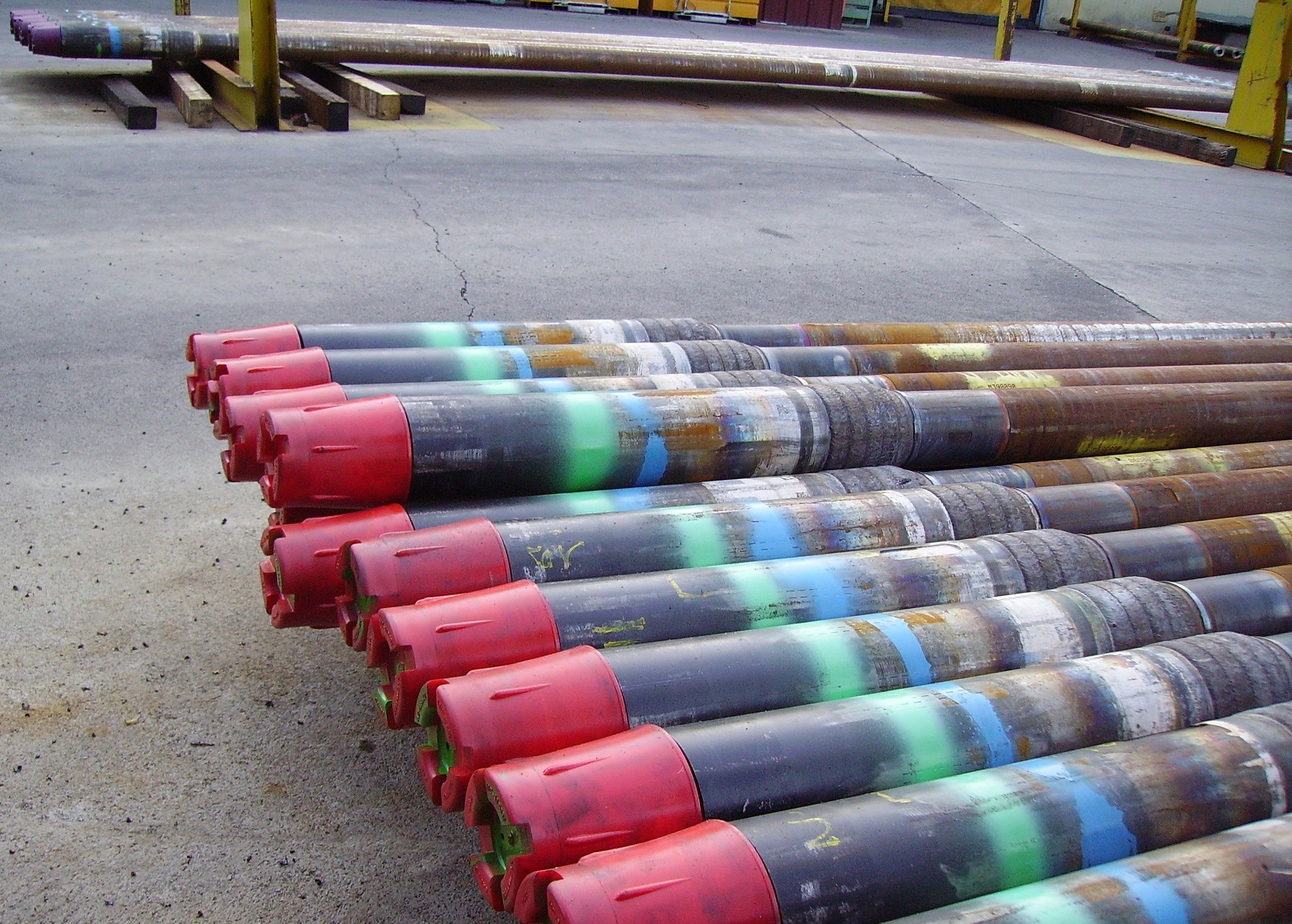
Tiges de forage neuves (produites par VAM Drilling).

Une tige de forage est un tube utilisé pour le forage d'un puits, par exemple pour l'extraction de pétrole et de gaz naturel.

## Présentation
Une tige de forage est un tube cylindrique d'une dizaine de mètres de longueur, de faible diamètre, à paroi épaisse, et fabriqué en acier.
Une suite de tiges vissées entre elles forme une colonne de forage (en) (ou un train de tiges), dont la longueur peut atteindre des milliers de mètres pour forer la croûte terrestre. La colonne de forage transmet un couple à l'outil de forage (trépan…) via le topdrive par exemple, et est creuse afin de permettre l'injection d'un fluide de forage (boue de forage) via des pompes à boue (en).